# Les Naufragés d'Ythaq
Les Naufragés d'Ythaq est une série française de bande dessinée de science-fiction, scénarisée par Christophe Arleston et dessinée par Adrien Floch, publiée depuis 2005 chez Soleil Productions.

## Synopsis
Dans un lointain futur où les humains ont appris à voyager à travers la galaxie et ont colonisé de nombreux systèmes stellaires, le Brume-de-Comète, un luxueux vaisseau de croisière de la Silver Star Line, subit une soudaine et inexplicable avarie et s'écrase sur une planète qui n'est répertoriée sur aucune carte spatiale.
Réfugiés par hasard dans un module qui s'est détaché lors de la chute dans l'atmosphère, deux membres d'équipage, le lieutenant Granite Welgoat, astronavigatrice intrépide et débrouillarde, et le technicien de maintenance Narvarth Bodyssey, jeune ingénu féru de poésie à ses heures perdues, ainsi qu'une passagère, Callista DeSargamore, mondaine séductrice et hautaine, semblent être les seuls rescapés du crash. A la recherche du reste du vaisseau et d'un moyen de repartir, ils découvrent ébahis un monde médiéval, resté à l'écart du temps et de la technologie depuis des millénaires, où cohabitent peuples et espèces aux coutumes surprenantes et que ses habitants nomment Ythaq. 
L'accident n'est cependant pas passé inaperçu sur Ythaq et la présence des naufragés intéresse beaucoup de monde, à commencer par la souveraine des lieux, la cruelle margrave Ophyde, et son redoutable homme de main, le mercenaire Dhokas, qui les prend en chasse. D'autres autochtones aussi curieux mais mieux intentionnés, comme le Feng Tao et le Banfoo Krurgor, acceptent de leur venir en aide. À leur grande surprise, Granite, Narvarth et Callista se rendent compte que leur vaisseau n'est pas le premier à faire naufrage sur cette planète et que certaines personnes y ont la capacité de maîtriser un des quatre éléments : les « glébeux » contrôlent la terre, les « trempeurs » l'eau, les « zéphyrs » le vent et les « brasiers » le feu. Granite elle-même a mystérieusement acquis le pouvoir de brasier, le plus rare, qu'elle est la première à posséder sur Ythaq depuis près d'un siècle. 
Au fur et à mesure de leurs pérégrinations, les héros vont comprendre qu'Ythaq est en fait le terrain grandeur nature du « jeu des Ythes », organisé par de mystérieuses et puissantes créatures et dont les compétiteurs sont choisis parmi les personnages les plus riches et les plus influents de la galaxie. Pour espérer remporter cette partie à la récompense inestimable et qui dure depuis plusieurs siècles, les joueurs doivent rassembler quatre « pions » commandant les quatre éléments, sans jamais dévoiler l'existence du jeu.

## Personnages principaux
Cette section dévoile des éléments clés de l'intrigue.

### Héros
- Granite Welgoat : aspirant officier astronavigateur à bord du Brume-de-Comète, connue pour ses réveils difficiles. C'est d'ailleurs une punition pour retard qui lui valait d'être reléguée dans un module de service au moment du naufrage. D'un caractère impulsif mais énergique et astucieuse, elle est le leader du petit groupe de rescapés. Son pouvoir de brasier attire de nombreuses convoitises sur Ythaq. Elle a beaucoup de mal à supporter Callista ainsi qu'à avouer ses sentiments grandissants pour Narvarth.
- Narvarth Bodyssey : jeune technicien de maintenance du Brume-de-Comète, aussi compétent en mécanique spatiale qu'amateur de poésie. Au moment du naufrage, il avait été appelé par Granite pour réparer une machine à glaçons. Se plaisant à déclamer régulièrement des vers, il se révèle courageux et bricoleur génial mais très naïf, subjugué par Callista qui en profite pour le manipuler à sa guise, au grand désarroi de Granite.
- Callista DeSargamore : passagère du Brume-de-Comète, elle prenait un verre au bar où était affectée Granite. Belle et provoquante, habituée à vivre dans le luxe, c'est une arriviste vénale et sans scrupules, n'agissant que selon son propre intérêt. Elle n'hésite jamais à jouer de ses charmes et sait réfléchir vite et se montrer audacieuse pour tirer parti d'une situation. Bien qu'elle soit à la recherche d'un homme très riche à épouser, son attirance profonde va vers les femmes et elle fait des avances répétées à Granite.

### Joueurs
- Myrthellius Karmon-Dhokas : actionnaire majoritaire de la Silver Star Line et l'une des plus grosses fortunes de la galaxie. Mercenaire au service d'Ophyde à l'arrivée des héros, il est plus tard blessé et capturé par Khengis, puis se réfugie dans l'épave du Brume-de-Comète où il est reconnu par le commandant. Disqualifié pour avoir contrevenu aux règles du jeu, il est condamné à être abandonné à son sort sur Ythaq.
- Ymeldo von Krurgor : riche homme d'affaires à la tête d'un empire dans les casinos, il s'engage dans le jeu par ennui et atterrit sur Ythaq sous l'apparence d'un Banfoo. Un des premiers compagnons de route des héros, on découvre qu'il souhaitait en réalité conduire Granite jusqu'aux maîtres du jeu pour rassembler enfin les quatre pions et réclamer la victoire. Mais les règles avaient changé entre-temps. Malgré cette ambivalence, il n'est pas animé de mauvaises intentions et s'avère d'une aide précieuse.
- Ennak Vortukgsian III : souverain de l'amas galactique du Paon. Ministre de la margrave Ophyde sur Ythaq, il est très gravement blessé par Dhokas lors d'un coup d'état. Sauvé et soigné par les maîtres du jeu, il doit repartir à zéro. Par la suite, il essaye de récupérer les points qu'il a perdus et trouvera notamment Fraine, un naufragé trempeur. Jouant son va-tout, il tente de s'en prendre à Leah qui finit par le tuer.
- Leah de Furnistelle : riche héritière, assimilée à une Feng. Elle est arrivée sur Ythaq en même temps que Dhokas, Krurgor et Ennak, qui trahira son identité de joueuse. Calme et réfléchie, elle ne montre aucune animosité envers les pions et elle est la première à deviner la véritable finalité du jeu des Ythes.
- Khengis : énorme serpent de plusieurs mètres doté de quatre bras. Seigneur de guerre à la tête d'une immense horde de pillards, il est très puissant et craint sur Ythaq. Sanguinaire et sans pitié, il s'empare de l'épave du Brume-de-Comète et fait massacrer tous les survivants. Il fait partie d'une précédente génération de joueurs, et aime même laisser croire qu'il est un joueur d'origine. Obsédé par la victoire, il finit par défier directement les Ythes, ce qui provoque sa perte.
- Hetzel : un homme découvert dans les caves de Wettra avec un skopandre greffé dans le dos, qui va progressivement muter en une sorte de papillon géant. Il est déclaré hors-jeu depuis longtemps sans que l'on connaisse les raisons. Autrefois allié à Khengis qui l'a trahi, il se venge en lui dérobant ses pions. Il est prêt à tout pour pouvoir s'échapper d'Ythaq, comme essayer de greffer un skopandre sur Narvarth pour le contrôler.

### Habitants d'Ythaq
- Tao : voyageur Feng solitaire, il a observé la chute du Brume-de-Comète et sauve Granite, Narvarth et Callista d'une condamnation à mort lors de leur procès chez les Banfoos. Désireux de percer le mystère des vaisseaux tombés des étoiles, il devient le guide des héros dans le monde étrange et insolite d'Ythaq.
- Margrave Ophyde : souveraine géminée des marches du continent, terres où s'est écrasée une partie du Brume-de-Comète. Autoritaire et cruelle, elle veut à tout prix s'emparer d'une épave de vaisseau, persuadée d'y trouver des secrets pour accroître sa puissance, et lance Dhokas et ses hommes aux trousses des rescapés.
- Maître Zompär : chef d'une troupe de saltimbanques qui recueille et cache les héros pour s'introduire dans la capitale de la margrave.
- Klaus : imposant chef d'un groupe de pions avec des pouvoirs (trempeurs, zéphyrs et glébeux) qui se sont mystérieusement réveillés sur la même île volcanique tropicale que les héros.
- Lhi : jeune trempeuse intrépide qui joue un rôle essentiel dans la découverte de la vérité sur le jeu des Ythes.
- Capitaine Egon Harfort : redoutable pirate des mers du Sud, à la solde de Khengis.
- Malko : riche marchand et membre du Conseil de Duorne, l'une des grandes cités du continent d'Ythaq. Séduit par Callista, qui pense avoir trouvé un bon pigeon et lorgne sur sa fortune, il n'hésite cependant pas à se débarrasser d'elle et à la livrer aux soldats du lieutenant Angre quand ils attaquent la ville à la recherche des naufragés.

### Naufragés
- Sheene : second maître astronavigateur du Brume-de-Comète, c'est une figure paternelle bienveillante pour Granite, qui le libère des geôles d'Ophyde où il était détenu avec un petit groupe de rescapés. Ils parviennent à rejoindre l'épave principale du vaisseau, où il trouve la mort dans l'assaut final des guerriers de Khengis.
- Commandant Burtho : Pacha du Brume-de-Comète. Tempérée, elle est appréciée et respectée de l'équipage. Organisant dans un premier temps efficacement la défense de l'épave, elle commet l'erreur fatale de croire Dhokas, qu'elle a reconnu, et d'ignorer les avertissements de Granite. Elle est décapitée lors de la prise du vaisseau et sa tête est remise à Khengis.
- Fraine : officier rescapé du naufrage d'un petit vaisseau militaire, il est recueilli par Ennak qui est intéressé par son pouvoir de trempeur et ils finissent par rejoindre le groupe des héros. Il est involontairement tué par Narvarth.
- Commandant Shatner : commandant de l'Enola 47, un croiseur cuirassé de classe V fleuron de la Starflight, la flotte de la Fédération galactique, envoyé dans la zone d'Ythaq pour percer le mystère des disparitions de vaisseaux. Vétéran aguerri et inflexible, il est persuadé qu'Ythaq renferme une grande menace pour la galaxie et est prêt à tout pour la détruire.
- Lieutenant Angre : officier de l'Enola 47. Froide, ambitieuse et brutale, elle mène la traque des naufragés et ne recule devant rien pour exécuter les ordres de son commandant.
- Lieutenant Plyske : officier de l'Enola 47. En apparence sarcastique et désinvolte, cela cache une profonde désapprobation des méthodes de son commandant et de sa collègue. Il finit par se mutiner pour venir en aide à Granite et Narvarth.

## Peuples et créatures
Les peuples et créatures rencontrés par les personnages sont nombreux. Dans cette partie ne sont présentés que ceux qui sont nommés et décrits avec un minimum d'informations.
- Les Banfoos : le premier peuple que Granite, Narvarth et Callista rencontrent. Les Banfoos vivent depuis toujours sur les rives des océans. Leur vie est organisée de façon très simple : pêche, cueillette et justice. En effet, les Banfoos ont une véritable passion pour les procès et le moindre conflit se règle devant un tribunal. Morses humanoïdes, ils sont assez petits et corpulents et ont la particularité de tous avoir un défaut d'élocution du fait de leur canines proéminentes. Peuple intelligent.
- Les Chemlas : bêtes de somme ressemblant fortement à des dromadaires. Animaux primitifs, apprivoisables.

- Les Fengs : humanoïdes à tête de chat, les Fengs forment un peuple à part, respecté de tous sur Ythaq. Il y a très longtemps, ils ont décidé de devenir la mémoire de leur monde. Forces de la nature, les Fengs sont néanmoins doux et paisibles, toujours en train de consigner par écrit les nouvelles choses qu'ils voient. Leur capitale est Wettra, ville taillée dans la roche où est regroupée la majorité de leur savoir, et ils disposent d'« auberges », à la fois hôtels et bibliothèques, dans presque toutes les contrées de la planète. Peuple intelligent.

- Les Fluriks : peuple vivant près de Wettra. Les Fluriks sont des humanoïdes bleus ayant de longues oreilles tombant jusqu'aux épaules. Ce sont de grands chasseurs à la lance. Leur langue est différente de la langue commune mais ils sont compris par les Fengs. Peuple intelligent.
- Les Hersheens : seules créatures non autochtones avec les joueurs et les naufragés, ce sont les maîtres du jeu, qui servent d'intermédiaires entre les Ythes et les joueurs et sont les garants des règles. Ils sont tués par Granite lorsque Krurgor les rencontre pour réclamer la victoire.

- Les Krakens : animaux aquatiques ressemblant à des pieuvres, sauf que les tentacules sont au-dessus de leur tête. Animaux primitifs, agressifs.
- Les Murlocks : sortes de créatures hybrides entre chien et reptile, avec des dents acérées, vivant dans les égouts de Duorne. En cas d'inondation, ils sont forcés de remonter à la surface et, fous de terreur, attaquent et dévorent tout être vivant sur leur passage. Le seul moyen de leur échapper est de s'enduire d'un liquide répulsif d'où émane une odeur qui leur est insupportable. Animaux primitifs, agressifs.
- Les Pailleurs : sauriens humanoïdes peuplant les bas-fonds de Duorne, qui prétendent vivre des déchets rejetés par la ville mais qui capturent en réalité errants et vagabonds pour les exploiter dans des mines d'or clandestines. Peuple intelligent.
- Les Pandhes : créatures arboricoles vivant dans la jungle des îles tropicales, elles ont la taille d'un homme et une morphologie entre le chien et le singe avec six pattes, une queue de plusieurs mètres et un pelage bleu violacé. Malgré une apparence menaçante, elles sont totalement inoffensives et ne vivent que pour protéger les autres êtres vivants. Créatures intelligentes.
- Les Peewees : genre d'oiseaux terrestres ressemblant à des grosses volailles avec un long bec, vivant en groupes et pouvant devenir très agressifs s'ils sont attaqués. Leur nom vient du cri qu'ils poussent. Animaux primitifs, agressifs.
- Les Skaarfs : peuple oublié des contrées glacées du Nord, dont seuls les Fengs connaissent l'existence et le secret : la Lohé, une plante qui pousse sur la banquise en plongeant ses racines jusque dans l'océan, et qui ingérée protège complètement des effets du froid. Peuple intelligent.

- Les Skopandres : à l'origine d'inoffensives larves de papillons géants qui ont muté en de voraces et venimeux myriapodes qui colonisent les sous-sols de Wettra, la capitale des Fengs. Animaux primitifs, agressifs.
- Les Vruzzelles : grosses libellules pouvant tisser des fils épais et très solides, capables de supporter le poids de plusieurs hommes. Elles peuvent être dressées à l'aide de sifflets. Animaux primitifs, apprivoisables.
- Les Ylymphes : reptiles ressemblant à des dinosaures de plusieurs mètres de haut pouvant transporter de très lourdes charges. Leur queue ressemble à celle des scorpions. Animaux primitifs, apprivoisables.
- Les Ythes : gigantesques créatures sous-marines disposant de pouvoirs inconnus ailleurs dans la galaxie, elles contrôlent télépathiquement les Hersheens et semblent être à l'origine du jeu.